# 東経161度線
東経161度線（とうけい161どせん）は、本初子午線面から東へ161度の角度を成す経線である。北極点から北極海、アジア、太平洋、南極海、南極大陸を通過して南極点までを結ぶ。東経161度線は、西経19度線と共に大円を形成する。

## 通過する地域一覧
東経161度線は、北極点から南極点まで南に向かって以下の場所を通っている。
| 地理座標                                               | 国土・領土・領海 | 備考                                                                                                  |
| ------------------------------------------------------ | ---------------- | --- |
| 北緯90度0分 東経161度0分 / 北緯90.000度 東経161.000度  | 北極海           | |
| 北緯76度6分 東経161度0分 / 北緯76.100度 東経161.000度  | 東シベリア海     | メドヴェージー諸島（英語版）（ ロシア、北緯70度50分 東経161度0分 / 北緯70.833度 東経161.000度）を通過 |
| 北緯69度35分 東経161度0分 / 北緯69.583度 東経161.000度 | ロシア           | |
| 北緯60度54分 東経161度0分 / 北緯60.900度 東経161.000度 | オホーツク海     | ペンジナ湾（英語版）                                                                                  |
| 北緯59度42分 東経161度0分 / 北緯59.700度 東経161.000度 | ロシア           | カムチャツカ半島                                                                                      |
| 北緯54度35分 東経161度0分 / 北緯54.583度 東経161.000度 | 太平洋           | ウジェラング環礁（ マーシャル諸島、北緯9度46分 東経160度59分 / 北緯9.767度 東経160.983度）の東を通過  |
| 南緯8度38分 東経161度0分 / 南緯8.633度 東経161.000度   | ソロモン諸島     | マライタ島                                                                                            |
| 南緯9度16分 東経161度0分 / 南緯9.267度 東経161.000度   | ソロモン海       | ガダルカナル島（ ソロモン諸島、南緯9度51分 東経160度50分 / 南緯9.850度 東経160.833度）の東を通過      |
| 南緯11度37分 東経161度0分 / 南緯11.617度 東経161.000度 | 珊瑚海           | |
| 南緯28度18分 東経161度0分 / 南緯28.300度 東経161.000度 | 太平洋           | |
| 南緯60度0分 東経161度0分 / 南緯60.000度 東経161.000度  | 南極海           | |
| 南緯70度19分 東経161度0分 / 南緯70.317度 東経161.000度 | 南極大陸         | ロス海属領 - ニュージーランドが領有権主張                                                             |